# Monte Calvilli
Il monte Calvilli (1.116 m s.l.m.) è una montagna dei monti Ausoni nell'Antiappennino laziale.
Si trova nel Lazio tra la provincia di Frosinone e la provincia di Latina, tra i comuni di Pastena, Castro dei Volsci, Vallecorsa e Lenola.